# Aruama incognita
Aruama incognita är en skalbaggsart som beskrevs av Martins och Dilma Solange Napp 2007. Aruama incognita ingår i släktet Aruama och familjen långhorningar. Inga underarter finns listade.